# Phytoseius curtisetus
Phytoseius curtisetus är en spindeldjursart som beskrevs av Moraes och Mesa 1991. Phytoseius curtisetus ingår i släktet Phytoseius och familjen Phytoseiidae. Inga underarter finns listade i Catalogue of Life.